# Holloway, London
Holloway är en del av en befolkad plats i Storbritannien.   Den ligger i grevskapet Greater London och riksdelen England, i den södra delen av landet, i huvudstaden London. Holloway ligger 45 meter över havet och antalet invånare är 41 329.
Terrängen runt Holloway är platt. Runt Holloway är det mycket tätbefolkat, med 9 644 invånare per kvadratkilometer. Närmaste större samhälle är City of London, 5,0 km sydost om Holloway. Runt Holloway är det i huvudsak tätbebyggt.